# Thomas Walkup
Thomas Ryan Walkup (Pasadena, Texas, 30 de diciembre de 1992) es un baloncestista estadounidense, que pertenece a la plantilla del Olympiacos B.C. de la A1 Ethniki. Con 1,93 metros de estatura, juega en la posición de escolta.

## Trayectoria deportiva

### Universidad
Jugó cuatro temporadas con los Lumberjacks de la Universidad Stephen F. Austin, en las que promedió 12,9 puntos, 5,6 rebotes y 2,9 asistencias por partido, Fue elegido en sus dos últimas temporadas Jugador del Año de la Southland Conference e incluido en el mejor quinteto de la conferencia. Recibió además en 2016 el Premio Lou Henson al mejor jugador de entre todas las universidades consideradas mid major.

### Profesional
Tras no ser elegido en el Draft de la NBA de 2016, fue invitado por los Golden State Warriors para disputar las Ligas de Verano. El 26 de septiembre firmó contrato con los Chicago Bulls. El 21 de octubre fue despedido tras disputar cuatro partidos de pretemporada.
En agosto de 2017 fichó por el MHP Riesen Ludwigsburg de la Basketball Bundesliga.
En 2018, firma por el Žalgiris Kaunas de la LKL, con el que jugaría durante tres temporadas.
El 11 de junio de 2021, firma por el Olympiacos B.C. de la A1 Ethniki por tres temporadas.

### Selección nacional
Durante agosto y septiembre de 2023 fue integrante de la selección de Grecia que participó en el Mundial de 2023 celebrado en Asia, y que finalizó en decimoquinto lugar.
Entre julio y agosto de 2024 fue parte de la selección absoluta de Grecia, que disputó los Juegos Olímpicos de París, finalizando en octava posición.